# Битка код Гвадалете
Битка код Гвадалете одиграла се 19. јула 711. на реци Гвадалети на јужном делу Пиринејског полуострва. То је била одлучујућа победа Муслимана (Мавара и Арапа) над Визиготима, тј Визиготским краљем Родериком. Том победом почиње исламско освајање Хиспаније, то јест територије данашње Шпаније и Португалије. Маварска инвазија Шпаније започела је 30. априла 711, а победом код Гвадалете отворен им је пут потпуном освајању Шпаније, јер су у тој бици погинули најважнији визиготски племићи и велики део племства краљевског двора.

## Увод
Краљ Визигота Родерих дошао је на власт 709. после свргавања претходног краља Витиза. Присталице и рођаци претходног краља побегли су у Сеуту која се налазила на другој страни Гибралтара на обали Африке. Ту су склопили савез са гувернером Сеуте дон Јулијаном Сеутским, а онда су затражили помоћ Мавара. Тиме су се Мавари умешали у један династички сукоб.
Маварска инвазија Иберијског полуострва започела је 30. априла 711. искрцавањем Тарика ибн Зијада са 1700 људи. Касније се придружују други, а генерал Тарик ибн Зијад долази до Картагине. Визиготски краљ Родерих био је заузет борбама против Баска и Франака на северу Иберијског полуострва. На вести о маварској војсци Родерих се враћа са севера да се суочи са нападачима. Сусрећу се на југу Шпаније близу реке Гвадалете.
Ту се 19. јула 711. развила битка која је променила историју Европе за седам векова.

### Битка у којој страда готово све визиготско племство
У тој бици муслиманске снаге је предводио Тарик ибн Зијад, а визиготско племство краљ Родерик. Муслимана је било 7.000 до 9.000, а Визигота око 25.000. Визигота је било много више, али велика неслога је владала у редовима те војске због династичких сукоба. Део војске је дезертирао, а део отворено издао. Оба крила Родерикове војске су побегла, а центар се дуго борио.

### Последице
Визиготско краљевство је било дезоријентисано и без икакве организације након те битке. Намесник Омејида у северној Африци Муса ибн Нусаир шаље 712. додатних 12.000 војника, тако да Мавари заузимају Иберијско полуострво за 5 година. Једино је визиготски племић Пелајо из Астурије побегао Маварима, па се побунио у Астурији и основао краљевство Астурију, коју је очувао победом 722. у бици код Ковадонга. Иберијско полуострво је остало готово без визиготских племића. Преживело визиготско племство је побегло код Меровинга у Франачку.